# Moulay Bouchta (kommun)
Moulay Bouchta (franska: Moulay Bouchta (CR), Moulay Bouchta (Commune Rurale), arabiska: اغوازي) är en kommun i Marocko.   Den ligger i provinsen Taounate och regionen Fès-Meknès, i den nordöstra delen av landet, 160 km öster om huvudstaden Rabat. Antalet invånare är 16 602.